# Capcana (film din 1974)
Capcana (1974) este un film regizat de Manole Marcus. În rolurile principale interpretează actorii Ilarion Ciobanu, Victor Rebengiuc, Mircea Albulescu, Mircea Diaconu.
Filmul urmărește lupta comisarului Roman cu partizanii din munți. Împreună cu mai mulți polițiști are ca sarcină să anihileze un grup de partizani conduși de legionarul Horia Baniciu. Roman reușește să oprească acțiunile grupului criminal, însă, în final, este rănit. Niște localnici din satul pe care l-a salvat de legionari îl bandajează. După bandajare, acesta cere să i se aprindă o țigară, astfel terminându-se filmul

## Distribuție
- Ilarion Ciobanu — maiorul de securitate Mihai Roman, fost ilegalist comunist
- Mariana Mihuț — instructoarea UTM Silvia Munteanu
- Maria Clara Sebök — Iuliana Varga, fiica senatorului Varga, iubita lui Baniciu
- Victor Rebengiuc — Horia Baniciu, comandant legionar
- Mircea Albulescu — primarul comunist al comunei Fântânele, fost strungar fruntaș
- Mircea Diaconu — subofițerul de securitate Negoiță, fost muncitor și boxer
- Silviu Stănculescu — cpt. Marin Varlam, ofițerul instruit ca spion (X273), agent sub acoperire al Siguranței
- Octavian Cotescu — plutonierul de jandarmi
- Lazăr Vrabie — partizanul legionar Nacu, comandantul Echipei Morții
- Maria Chira — învățătoarea din satul Fântânele
- Aurel Giurumia — cârciumarul Vasile Podgorescu, proprietarul Hanului de la Răscruce
- Nicolae Praida — cizmarul comunist Manole
- Marieta Luca — soția primarului
- Zephi Alșec — notarul comunei Fântânele
- Cornel Ciupercescu — preotul Iacob, partizan legionar
- Adina Popescu — mireasa ucisă de partizani
- Cornel Revent
- Mihaela Buta
- George Mihăiță — mirele ucis de partizani (menționat Gheorghe Mihăiță)
- Hans Pomarius
- Colea Niculescu
- Dumitru Chesa — subofițer de securitate, șeful postului de securitate din comuna Fântânele
- Eugen Racoți — agent al postului de securitate
- Florin Tănase — agent al postului de securitate
- Teodor Pîcă — ciobanul atacat de partizani
- Florin Zamfirescu — pădurarul braconier
- Ion Colomieț
- Gheorghe Iosif
- Aurel Popescu
- Doru Dumitrescu
- Vasile Popa — partizan legionar
- Tudor Stavru — partizan legionar
- Ionel Rusu
- Cornel Ispas
- Dumitru Crăciun — partizan legionar
- Dumitru Ghiuzelea — partizan legionar
- Horia Ilieșu
- Paul Fister — partizan legionar
- Ilie Albu
- Gheorghe Mazilu
- Ion Semeianu

## Primire
Filmul a fost vizionat de 4.270.776 spectatori în cinematografele din România, după cum atestă o situație a numărului de spectatori înregistrat de filmele românești de la data premierei și până la data de 31 decembrie 2014 alcătuită de Centrul Național al Cinematografiei.